# Фынфын
Горнодобывающий район Фэнфэ́н (кит. упр. 峰峰矿区, пиньинь Fēngfēng kuàngqū) — район городского подчинения городского округа Ханьдань провинции Хэбэй (КНР). Название района в переводе означает «два горных пика». В связи с наличием здесь запасов каменного угля, железной руды и строевого леса он быстро стал важным промышленным районом.

## История
Район был создан в 1950 году. В 1952 году он перешёл в прямое подчинение правительству провинции Хэбэй, а в 1954 году был объявлен городом, но в 1956 году был присоединён к Ханьданю и стал районом городского подчинения.
В апреле 2014 года к району было присоединено полторы волости, ранее входивших в состав уезда Цысянь.

## Административное деление
Горнодобывающий район Фэнфэн делится на 1 уличный комитет и 9 посёлков.